# Jeff Roth
Jeffrey Roth (Michigan, 9 augustus 1957), beter bekend als J R Roth, is een golfprofessional uit de Verenigde Staten.

## Amateur
Op 16-jarige leeftijd speelde Jeff Roth zijn eerste Michigan Open.

## Professional
Roth werd in 1979 professional. Hoewel hij altijd een clubprofessional is gebleven, heeft hij ook altijd veel toernooien gespeeld. Zo heeft hij vijf keer aan het Amerikaanse PGA Championship meegedaan, en speelde hij in 2010 het US Senior Open, waar hij het toernooirecord evenaarde met een ronde van 66.
Jarenlang gaf hij les op de Flint Country Club en de Knollwood Country Club in Michigan, en werd hij Michigans Speler van het Jaar in 1988, 1996, 1998 en 1999.
Het Michigan Open won hij nadat hij de laatste ronde inging met een 7 slagen achterstand op de leider. Hij maakte een ronde van 65, kwam in de play-off en won. Een ander memorabel toernooi was het Michigan PGA Kampioenschap in 2001, dat hij won zonder een enkele bogey te maken in het 54-holes toernooi.
Roth heeft 13 keer een hole-in-one gemaakt, waarvan zes tijdens een toernooi.
In 2009 won hij het Senior PGA Kampioenschap in Michigan, waardoor hij zich kwalificeerde voor net Nationale Senior PGA Kampioenschap.
Toen Roth vijftig werd, probeerde hij zijn geluk op de Champions Tour, maar hij kreeg weinig startbewijzen en besloot maar weer te gaan lesgeven. Begin 2010 verhuisde hij naar Flushing, New Mexico en nu is hij de golfleraar op San Juan Country Club in Farmington. Hij is in 1988 getrouwd met Maureen, samen hebben ze twee zoons en twee dochters.
In 2005 werd Roth toegevoegd aan de Michigan Golf Hall of Fame.

### Gewonnen
Veertien keer heeft Roth het Michigan Matchplay Kampioenschap gewonnen. Daarnaast won hij onder andere:
- 1993: Nationaal PGA Kampioenschap
- 1996: KSB Bank Men’s City Golf Tournament
- 1998: Michigan Open (-5)
- 2001: Michigan PGA Kampioenschap
- 2008: Michigan PGA's Tournament of Champions, Michigan Senior PGA Kampioenschap
- 2009: Michigan Senior PGA Kampioenschap
- 2010: KSB Bank Men’s City Golf Tournament na 2 holes-play-off

### Teams
- PGA Cup: 1988, 1994, 1996 (winnaars)
- Fuller Cup: 17 x (Michigan pro's tegen Michigan All Stars amateurs)